# Epinotia cruciana
Epinotia cruciana là một loài bướm đêm thuộc họ Tortricidae. Nó được tìm thấy ở châu Âu to Nhật Bản và Bắc Mỹ.

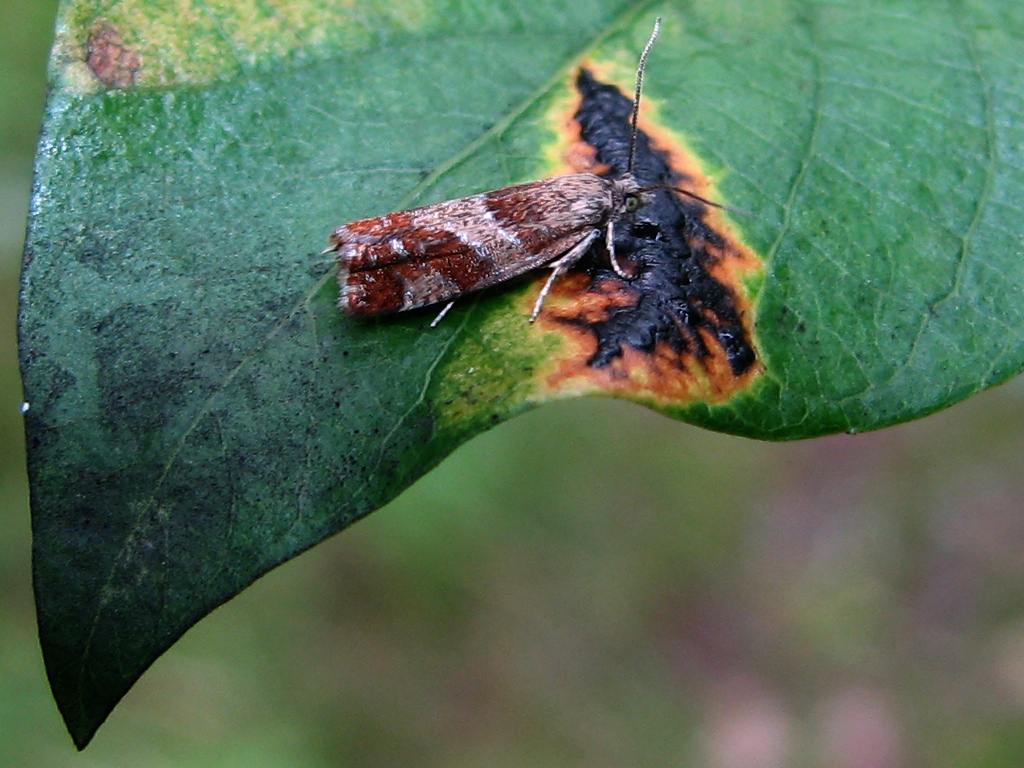

Sải cánh dài 12–15 mm. Con trưởng thành bay từ tháng 6 đến đầu tháng 8.
Ấu trùng ăn nhiều loại cây liễu khác nhau, chủ yếu là Salix repens, chúng cuộn lá cây này và ăn bên trong.

## Hình ảnh

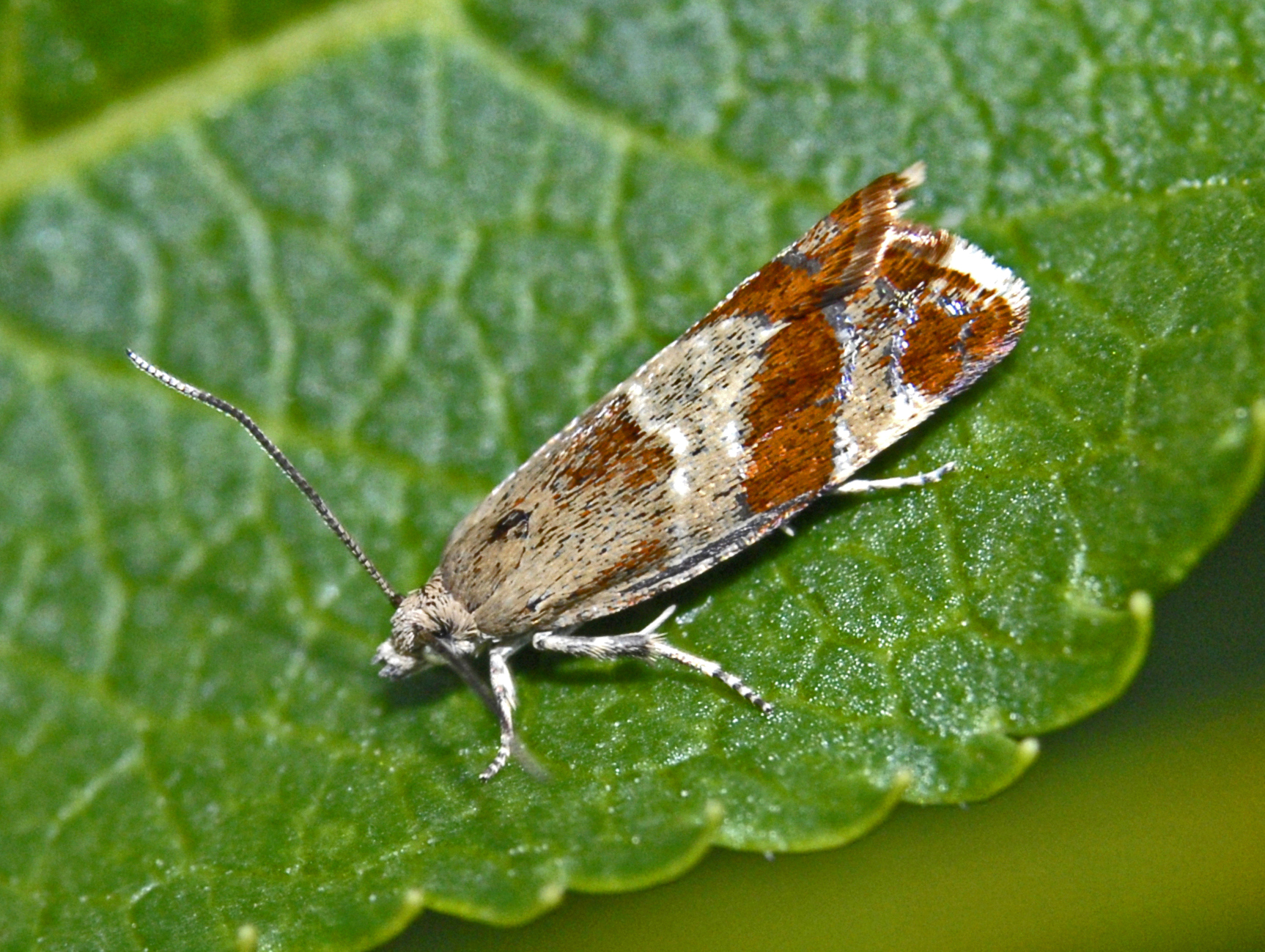